# 2575 Bulgaria
För andra betydelser, se Bulgaria.
2575 Bulgaria eller 1970 PL är en asteroid i huvudbältet som upptäcktes den 4 augusti 1970 av den ryska astronomen Tamara Smirnova vid Krims astrofysiska observatorium på Krim. Den har fått sitt namn efter det europeiska landet Bulgarien.
Asteroiden har en diameter på ungefär 6 kilometer.